# 沼田市
沼田市（ぬまたし）は、群馬県北部の市。群馬県内にある12の市のうち最も北に位置する市である。
古くから木材の集積地であり、市場町として発達した。北毛の中心都市である。

## 地理

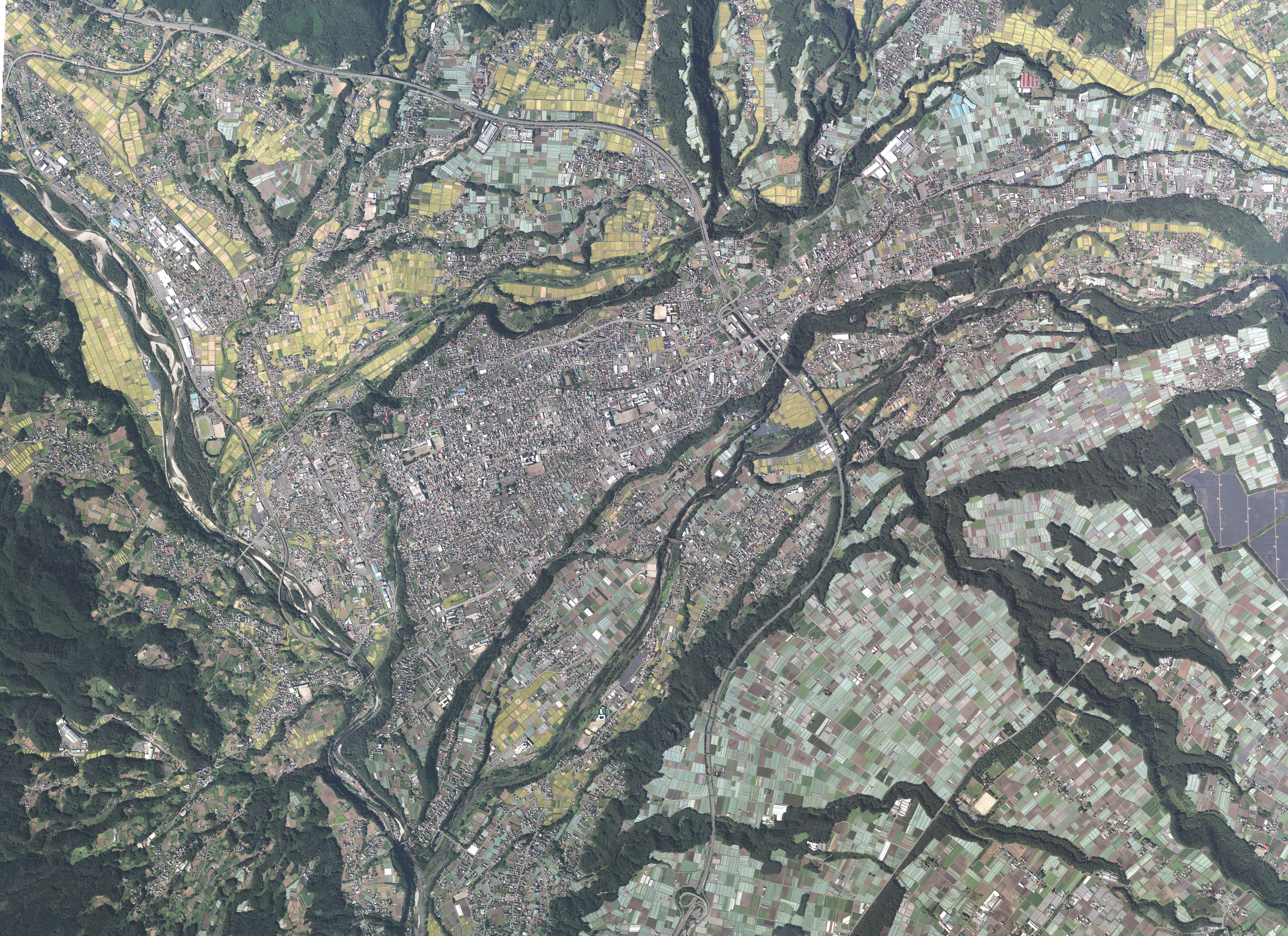
2019年（令和元年）撮影の沼田市中心部周辺の空中写真。西を利根川、北を薄根川、南東部を片品川に挟まれた大規模な河岸段丘上に市街地が形成されている。上越線沼田駅は河岸段丘西側の麓に位置している。2019年9月19日撮影の9枚を合成作成。。

市の西部を利根川が、南端をその支流である片品川が流れ、大規模な河岸段丘を形成する。中心街は段丘の上部にあり、利根川に沿って段丘下部をJR上越線や国道17号が通り、JR沼田駅は段丘崖の麓に位置する。これらとほぼ平行して関越自動車道が丘の上を通り、沼田ICは市街地の東に設置されている。
2005年2月13日に利根郡白沢村と利根村が編入合併してからは市域の形が「H」になっている。
- 山：袈裟丸山、赤城山、迦葉山、獅子ヶ鼻山、鹿俣山、子持山、三峰山、戸神山、雨乞山
- 川：利根川、薄根川、発知川、片品川、白沢川、城堀川

### 隣接している自治体
- 群馬県
  - 前橋市、桐生市、渋川市、みどり市
  - 吾妻郡高山村
  - 利根郡みなかみ町、片品村、昭和村、川場村
- 栃木県
  - 日光市

### 字名

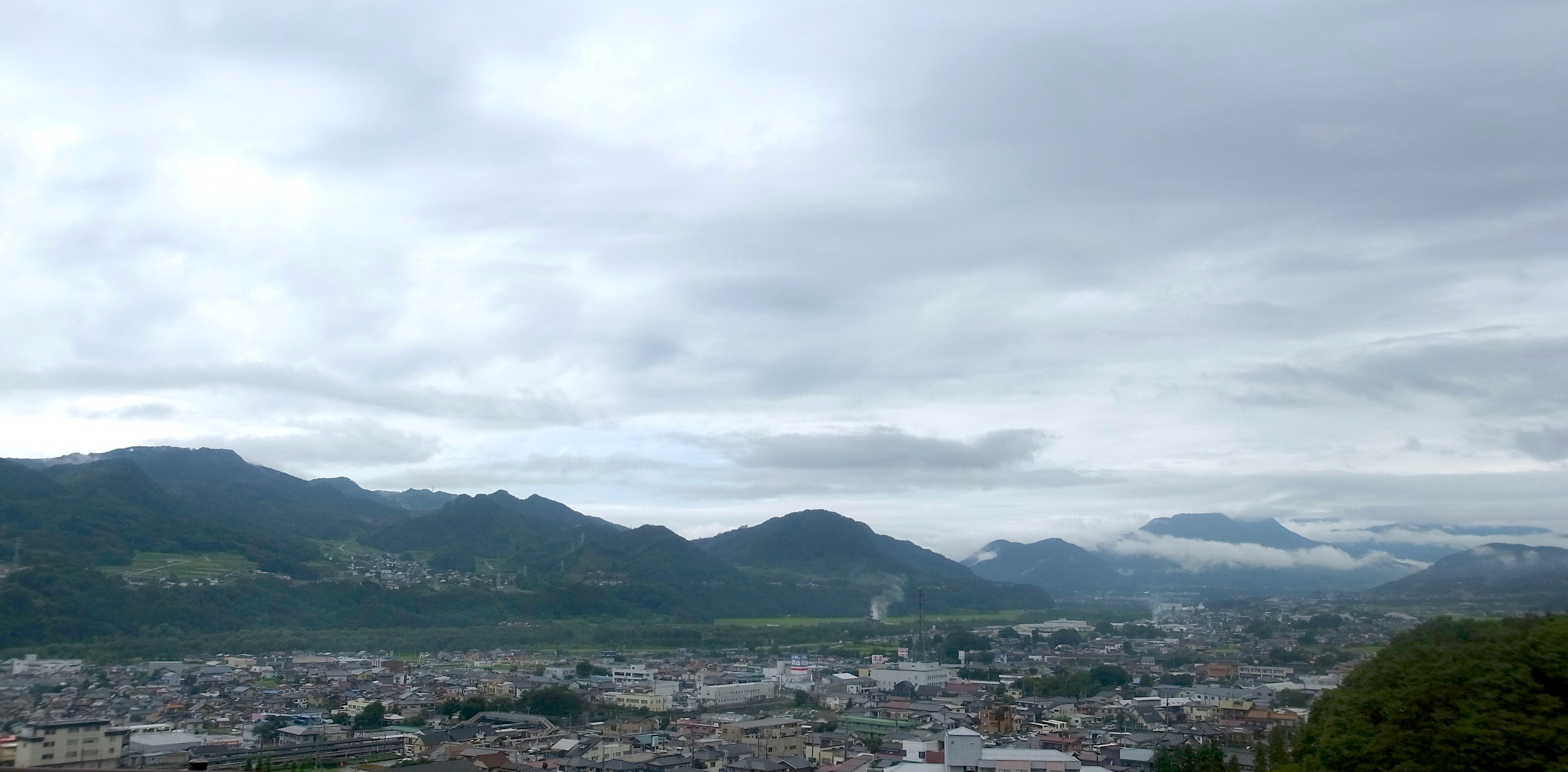
下段を望む

- 東倉内町
- 西倉内町
- 柳町
- 高橋場町
- 材木町
- 桜町
- 上原町
- 東原新町
- 西原新町
- 上之町
- 馬喰町
- 中町
- 坊新田町
- 下之町
- 鍛冶町
- 榛名町
- 清水町
- 薄根町
- 戸鹿野町
- 新町
- 沼須町
- 上沼須町
- 下久屋町
- 上久屋町
- 横塚町
- 佐山町
- 上発知町
- 中発知町
- 発知新田町
- 下発知町
- 岡谷町
- 奈良町
- 秋塚町
- 下沼田町
- 白岩町
- 硯田町
- 恩田町
- 井土上町
- 宇楚井町
- 原町
- 堀廻町
- 大釜町
- 善桂寺町
- 石墨町
- 戸神町
- 町田町
- 上川田町
- 下川田町
- 屋形原町
- 岩本町
- 今井町
- 高平
- 生枝
- 岩室
- 尾合
- 平出
- 上古語父
- 下古語父
- 追貝
- 平川
- 大楊
- 高戸谷
- 老神
- 大原
- 園原
- 穴原
- 根利
- 小松
- 柿平
- 日向南郷
- 日影南郷
- 青木
- 砂川
- 輪組
- 多那
- 二本松
- 千鳥
- 石戸新田

## 気候
太平洋側気候、中央高地式気候、日本海側気候の特徴を併せ持つ。関東地方で最も寒冷な都市の1つで、1月の平均気温は0℃を下回り、真冬日は年間平均で2.9日観測される。夏場は比較的冷涼で、真夏日と猛暑日の年間平均日数はそれぞれ42.4日と4.6日となっている。
また、年降水量は群馬県内の観測地点の中で最少である。
冬は、日本海からの雪雲が届き、降雪や積雪をみる日もある一方で、みなかみ町とは降水量と日照時間に大きな違いがあり、太平洋側気候の特徴も現れている。なお、旧沼田市域と利根村域は豪雪地帯に指定されている。
| 沼田（1991 - 2020）の気候 | 沼田（1991 - 2020）の気候 | 沼田（1991 - 2020）の気候 | 沼田（1991 - 2020）の気候 | 沼田（1991 - 2020）の気候 | 沼田（1991 - 2020）の気候 | 沼田（1991 - 2020）の気候 | 沼田（1991 - 2020）の気候 | 沼田（1991 - 2020）の気候 | 沼田（1991 - 2020）の気候 | 沼田（1991 - 2020）の気候 | 沼田（1991 - 2020）の気候 | 沼田（1991 - 2020）の気候 | 沼田（1991 - 2020）の気候 |
| 月                        | 1月                       | 2月                       | 3月                       | 4月                       | 5月                       | 6月                       | 7月                       | 8月                       | 9月                       | 10月                      | 11月                      | 12月                      | 年                        |
| ------------------------- | ------------------------- | ------------------------- | ------------------------- | ------------------------- | ------------------------- | ------------------------- | ------------------------- | ------------------------- | ------------------------- | ------------------------- | ------------------------- | ------------------------- | ------------------------- |
| 最高気温記録 °C （°F）    | 14.9 (58.8)               | 20.6 (69.1)               | 24.9 (76.8)               | 29.9 (85.8)               | 33.5 (92.3)               | 37.9 (100.2)              | 37.6 (99.7)               | 38.1 (100.6)              | 35.8 (96.4)               | 31.0 (87.8)               | 24.6 (76.3)               | 20.7 (69.3)               | 38.1 (100.6)              |
| 平均最高気温 °C （°F）    | 5.0 (41)                  | 6.2 (43.2)                | 10.3 (50.5)               | 16.7 (62.1)               | 22.2 (72)                 | 25.2 (77.4)               | 29.0 (84.2)               | 30.3 (86.5)               | 25.6 (78.1)               | 19.6 (67.3)               | 13.8 (56.8)               | 8.1 (46.6)                | 17.7 (63.9)               |
| 日平均気温 °C （°F）      | −0.1 (31.8)               | 0.7 (33.3)                | 4.4 (39.9)                | 10.4 (50.7)               | 15.9 (60.6)               | 19.8 (67.6)               | 23.7 (74.7)               | 24.6 (76.3)               | 20.4 (68.7)               | 14.1 (57.4)               | 7.8 (46)                  | 2.5 (36.5)                | 12.1 (53.8)               |
| 平均最低気温 °C （°F）    | −4.6 (23.7)               | −4.1 (24.6)               | −0.9 (30.4)               | 4.3 (39.7)                | 9.9 (49.8)                | 15.1 (59.2)               | 19.5 (67.1)               | 20.3 (68.5)               | 16.3 (61.3)               | 9.6 (49.3)                | 2.6 (36.7)                | −2.2 (28)                 | 7.2 (45)                  |
| 最低気温記録 °C （°F）    | −14.4 (6.1)               | −14.0 (6.8)               | −12.5 (9.5)               | −5.5 (22.1)               | −1.4 (29.5)               | 3.7 (38.7)                | 10.8 (51.4)               | 10.0 (50)                 | 5.0 (41)                  | −2.2 (28)                 | −8.7 (16.3)               | −12.2 (10)                | −14.4 (6.1)               |
| 降水量 mm （inch）        | 42.0 (1.654)              | 42.8 (1.685)              | 64.7 (2.547)              | 65.3 (2.571)              | 90.4 (3.559)              | 130.1 (5.122)             | 178.4 (7.024)             | 168.1 (6.618)             | 152.3 (5.996)             | 113.1 (4.453)             | 47.4 (1.866)              | 37.8 (1.488)              | 1,132.3 (44.579)          |
| 平均月間日照時間          | 174.1                     | 176.1                     | 204.9                     | 209.8                     | 213.3                     | 163.6                     | 167.4                     | 197.5                     | 147.8                     | 156.6                     | 171.4                     | 176.7                     | 2,159.1                   |
| 出典1：気象庁             |                           |                           |                           |                           |                           |                           |                           |                           |                           |                           |                           |                           |                           |
| 出典2：気象庁             |                           |                           |                           |                           |                           |                           |                           |                           |                           |                           |                           |                           |                           |

## 歴史

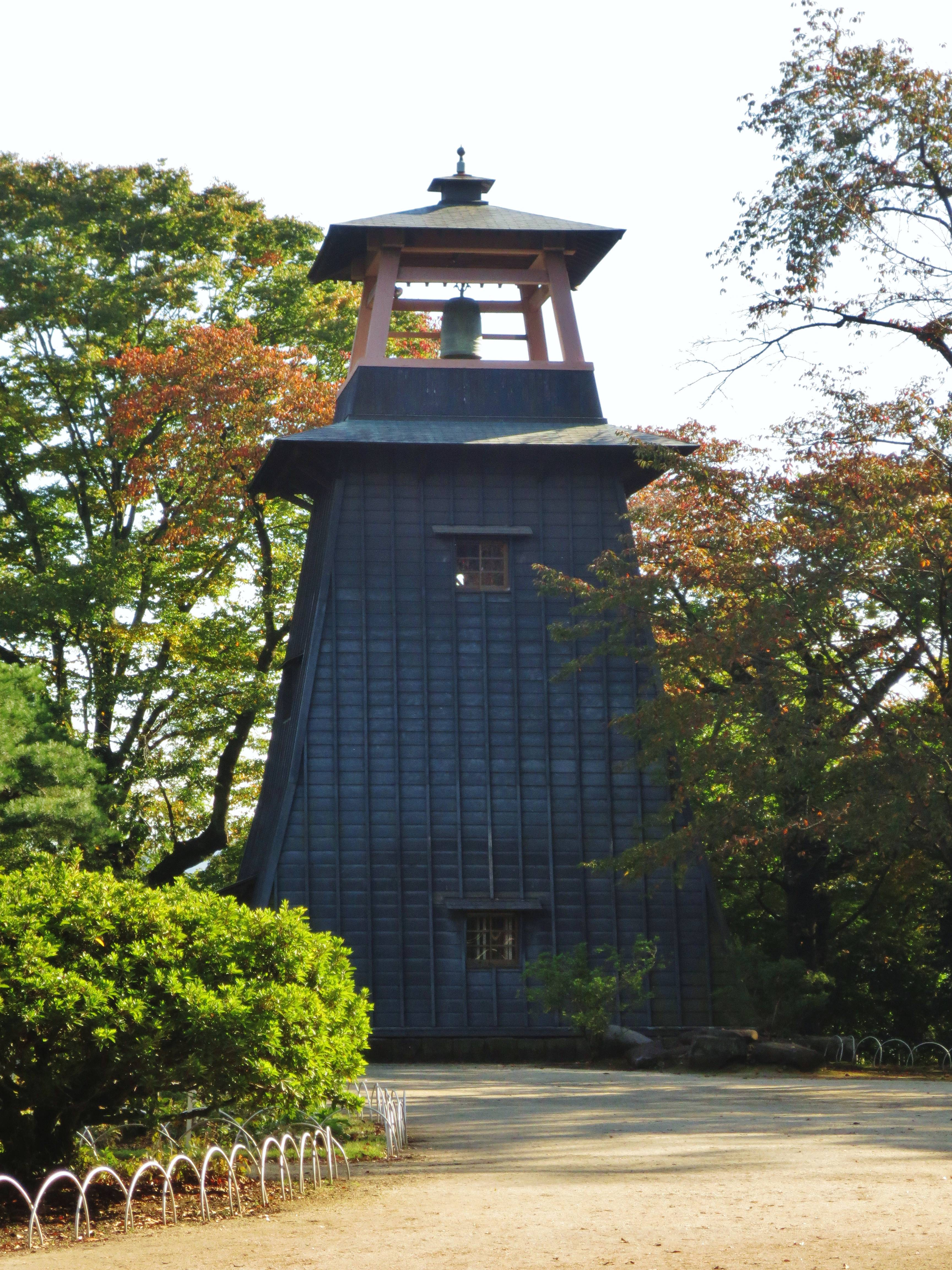
沼田城鐘楼

中世には沼田城の城下町であった。上杉謙信と武田信玄、北条氏は沼田の領有をめぐって激しく対立。上杉軍の北条氏攻撃の拠点ともなった。戦国末期には真田昌幸・信幸の領有ともなった。江戸時代は沼田藩となり、最盛期には3万5千石を数えた。

### 沿革
- 1889年（明治22年）4月1日 町村制施行に伴い、利根郡に沼田町・利南村・池田村・薄根村・川田村・白沢村・東村、北勢多郡に赤城根村が誕生。
- 1896年（明治29年）4月1日 北勢多郡と利根郡が統合し利根郡となる。
- 1954年（昭和29年）4月1日 利根郡の1町4村、沼田町を中心に利南村・池田村・薄根村・川田村とが合併、市制を施行し沼田市となる。
- 1956年（昭和31年）
  - 3月17日 この日NHKラジオで放送された番組『ふるさとの町 沼田市をたずねて』において、後に市歌として採用された「沼田の歌」が初演奏される。
  - 9月30日 東村と赤城根村が合併し利根村が誕生。
- 2005年（平成17年）2月13日 利根郡白沢村・利根村を編入。
- 2019年（令和元年）5月7日 市役所を西倉内町780番地から複合施設「テラス沼田」（下之町888番地）内に移転[6][7]。

## 人口
人口は約4万5000人と県内の市では最も少ない。
| |                                        |  |
| 沼田市と全国の年齢別人口分布（2005年） | 沼田市の年齢・男女別人口分布（2005年） |  |
| ■紫色 ― 沼田市 ■緑色 ― 日本全国 | ■青色 ― 男性 ■赤色 ― 女性              |  |
| 沼田市（に相当する地域）の人口の推移 \| 1970年（昭和45年） \| 54,311人 \| \| \| 1975年（昭和50年） \| 54,943人 \| \| \| 1980年（昭和55年） \| 56,828人 \| \| \| 1985年（昭和60年） \| 56,569人 \| \| \| 1990年（平成2年） \| 56,099人 \| \| \| 1995年（平成7年） \| 56,344人 \| \| \| 2000年（平成12年） \| 55,278人 \| \| \| 2005年（平成17年） \| 53,177人 \| \| \| 2010年（平成22年） \| 51,265人 \| \| \| 2015年（平成27年） \| 48,676人 \| \| \| 2020年（令和2年） \| 45,337人 \| \| |                                        |  |
| 総務省統計局 国勢調査より |                                        |  |
| 1970年（昭和45年） | 54,311人                               |  |
| 1975年（昭和50年） | 54,943人                               |  |
| 1980年（昭和55年） | 56,828人                               |  |
| 1985年（昭和60年） | 56,569人                               |  |
| 1990年（平成2年） | 56,099人                               |  |
| 1995年（平成7年） | 56,344人                               |  |
| 2000年（平成12年） | 55,278人                               |  |
| 2005年（平成17年） | 53,177人                               |  |
| 2010年（平成22年） | 51,265人                               |  |
| 2015年（平成27年） | 48,676人                               |  |
| 2020年（令和2年） | 45,337人                               |  |

## 行政
- 市長：星野稔（2022年5月10日就任、1期目）

### 歴代市長
特記なき場合「歴代市長の紹介」による。
| 代         | 氏名       | 就任                      | 退任                      | 備考 |
| ---------- | ---------- | ------------------------- | ------------------------- | ---- |
| 職務執行者 | 細谷浅松   | 1954年（昭和29年）4月1日  | 1954年（昭和29年）4月25日 |      |
| 1          | 細谷浅松   | 1954年（昭和29年）5月10日 | 1958年（昭和33年）5月9日  |      |
| 2          | 髙橋幸雄   | 1958年（昭和33年）5月10日 | 1966年（昭和41年）5月9日  |      |
| 3          | 木村信作   | 1966年（昭和41年）5月10日 | 1970年（昭和45年）5月9日  |      |
| 4          | 堀江文夫   | 1970年（昭和45年）5月10日 | 1986年（昭和61年）5月9日  |      |
| 5          | 西田洽司   | 1986年（昭和61年）5月10日 | 2002年（平成14年）5月9日  |      |
| 6          | 星野已喜雄 | 2002年（平成14年）5月10日 | 2014年（平成26年）5月9日  |      |
| 7          | 横山公一   | 2014年（平成26年）5月10日 | 2022年（令和4年）5月9日   |      |
| 8          | 星野稔     | 2022年（令和4年）5月10日  | 現職                      |      |

沼田市役所
- 市役所の位置：〒378-8501　沼田市下之町888番地
- 支所：白沢支所、利根支所
- 出張所：沼田市利根出張所
- 休日：日曜日及び土曜日、国民の祝日に関する法律(昭和23年法律第178号)に規定する休日、12月29日から翌年の1月3日までの日
- 執務時間：午前8時30分から午後5時15分

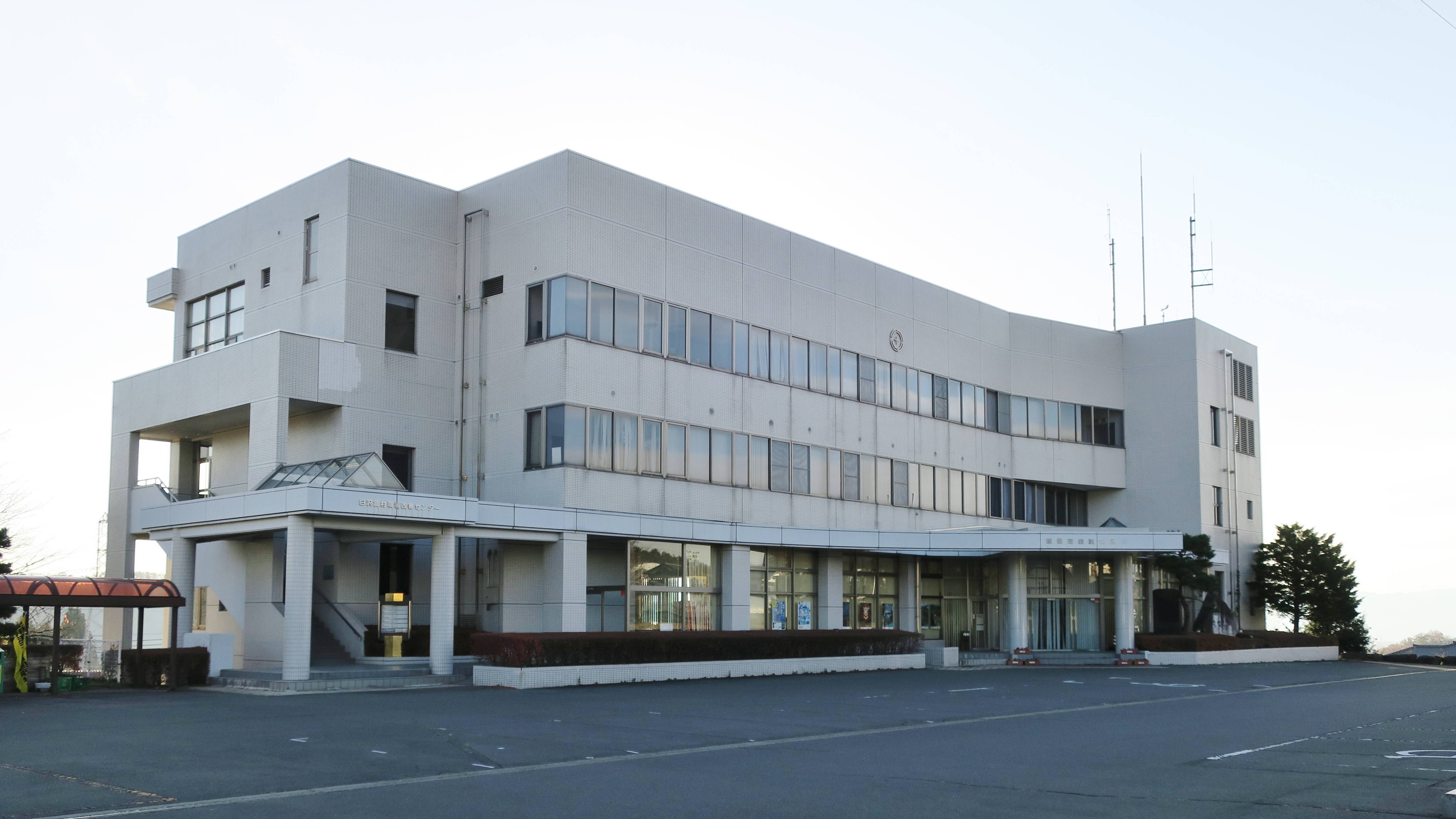
白沢支所
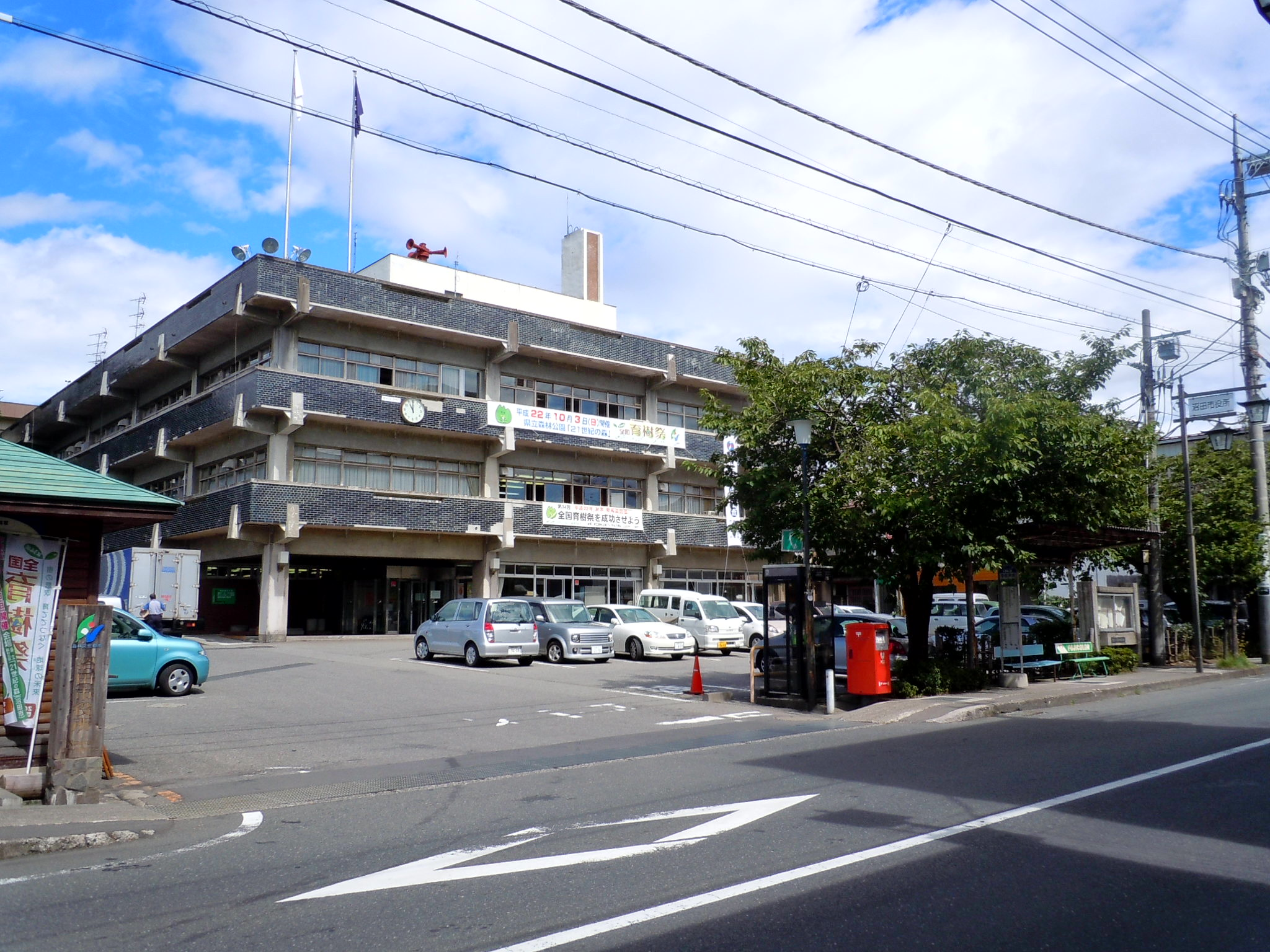
旧沼田市役所庁舎

## 議会

### 市議会
- 定数：18[9]
- 任期：4年
- 議長・副議長：議長室
- 会派構成（2023年5月10日現在）[10]
  - 沼田創生会：7名
  - 新政未来沼田：3名
  - 所属なし：8名

### 県議会
- 選挙区：沼田市選挙区
- 定数：1名
- 任期：2023年4月30日 - 2027年4月29日[11]

| 議員名   | 会派名     | 備考 |
| -------- | ---------- | ---- |
| 金井康夫 | 自由民主党 |      |

### 衆議院
- 任期 ： 2024年（令和6年）10月27日 - 2028年（令和10年）10月26日（「第50回衆議院議員総選挙」参照）

| 選挙区                                | 議員名     | 党派名     | 当選回数 | 備考   |
| ------------------------------------- | ---------- | ---------- | -------- | ------ |
| 群馬県第1区（沼田市、前橋市、利根郡） | 中曽根康隆 | 自由民主党 | 3        | 選挙区 |

## 経済

### 産業
全就業者数24,938人（平成22年）

#### 農業
就業者数は2,784人で、全就業者数の11.2 %を占める（平成22年）。農業産出額は1,205 千万円で、その内訳は、上位から、野菜（650 千万円）、果実（175 千万円）、工芸農作物（142 千万円）、乳用牛（76 千万円）、豚（66 千万円）、米（50 千万円）の順である（平成27年）。
野菜は、夏でも涼しい気候を利用して、レタス・だいこん・ほうれんそう・トマト・キャベツなどが栽培されている。また、作付面積は少ないものの、山うどやふきなど、特徴的な作物も栽培されている。
果実はリンゴ・さくらんぼ・もも、工芸農作物はこんにゃくいもが栽培されている。畜産は産出額では乳用牛が多いが、飼養頭数では豚が多い（乳用牛1,011 頭、豚8,500 頭：平成27年）。

#### 工業
就業者数は6,256人で、全就業者数の23.4%を占める（第二次産業人口）。うち製造業の就業者数は3,671人で、全就業者数の13.7%を占める（平成22年）。製造業の製造品出荷額の合計は 8,430,319 万円で、産業分類別では、上位から、木材・木製品製造業（3,294,140 万円）、プラスチック製品製造業（1,543,319 万円）、食料品製造業（1,453,979 万円）の順である（平成26年）。
木材・木製品製造業は、主に住宅建材・部材を生産している。また、大きな工場は、関越自動車道のインターチェンジや、それに続くバイパスの付近に分布している。ただし、日本デルモンテは沼田駅の周辺にある。
主な事業所
- パナソニックエコソリューションズ内装建材 群馬工場（木材・木製品製造業）
- オリエント（木材・木製品製造業）
- テクノエフアンドシー 沼田工場（木材・木製品製造業）
- 林製作所（プラスチック製品製造業）
- 東商化学 沼田工場（プラスチック製品製造業）
- 日本デルモンテ 群馬工場（食料品製造業）
- サンポウ（石材店）

工業団地
横塚・生品農村地域工業等導入地区
 水力発電所
- 東京電力
  - 玉原発電所 （最大出力1,200,000 kW）
  - 岩本発電所 （最大出力29,600 kw）
  - 岩室発電所 （最大出力19,600 kW）
  - 根利川発電所 （最大出力1,000 kW）
  - 上久屋発電所 （最大出力19,000 kW）

- 群馬県企業局
  - 白沢発電所 （最大出力26,600 kW）
  - 利南発電所 （最大出力5,500 kW）
  - 新利南発電所 （最大出力1,000 kW）

#### 商業
就業者数は15,183人で、全就業者数の56.7 %を占める（第三次産業人口：平成22年）
- 卸・小売業 3,703人（13.8 %）
- 医療・福祉 2,940人（11.0 %）
- サービス業 2,659人（9.9 %）
- 飲食・宿泊業 1,692人（6.3 %）
- 教育・学習支援 1,008人（3.8 %）
- 運輸業 993人（3.7 %）
- 公務 840人（3.1 %）
- 他[12]

※括弧内は、全就業者数に対する割合。

### 特産品
- 農産物：リンゴ、ブドウ、さくらんぼ、イチゴ、ブルーベリー、枝豆、トマト、コンニャクイモ、蜂蜜、奥利根もち豚
- 水産物：ギンヒカリ（三年成熟系最高級ニジマス）、鮎
- 食品：味噌まんじゅう、味噌パン、えだまメンチ、だんご汁、豚カツ

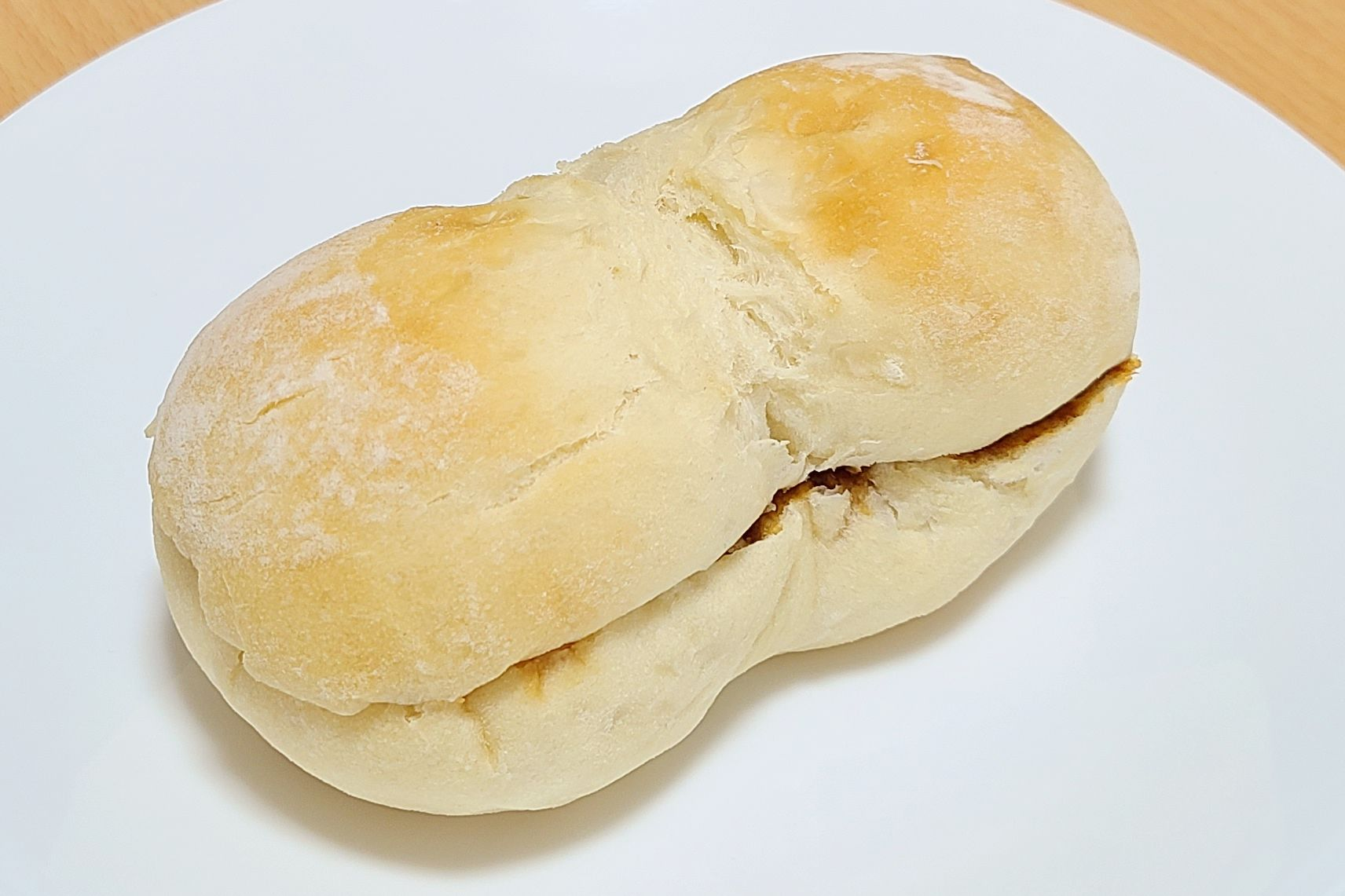
味噌パン
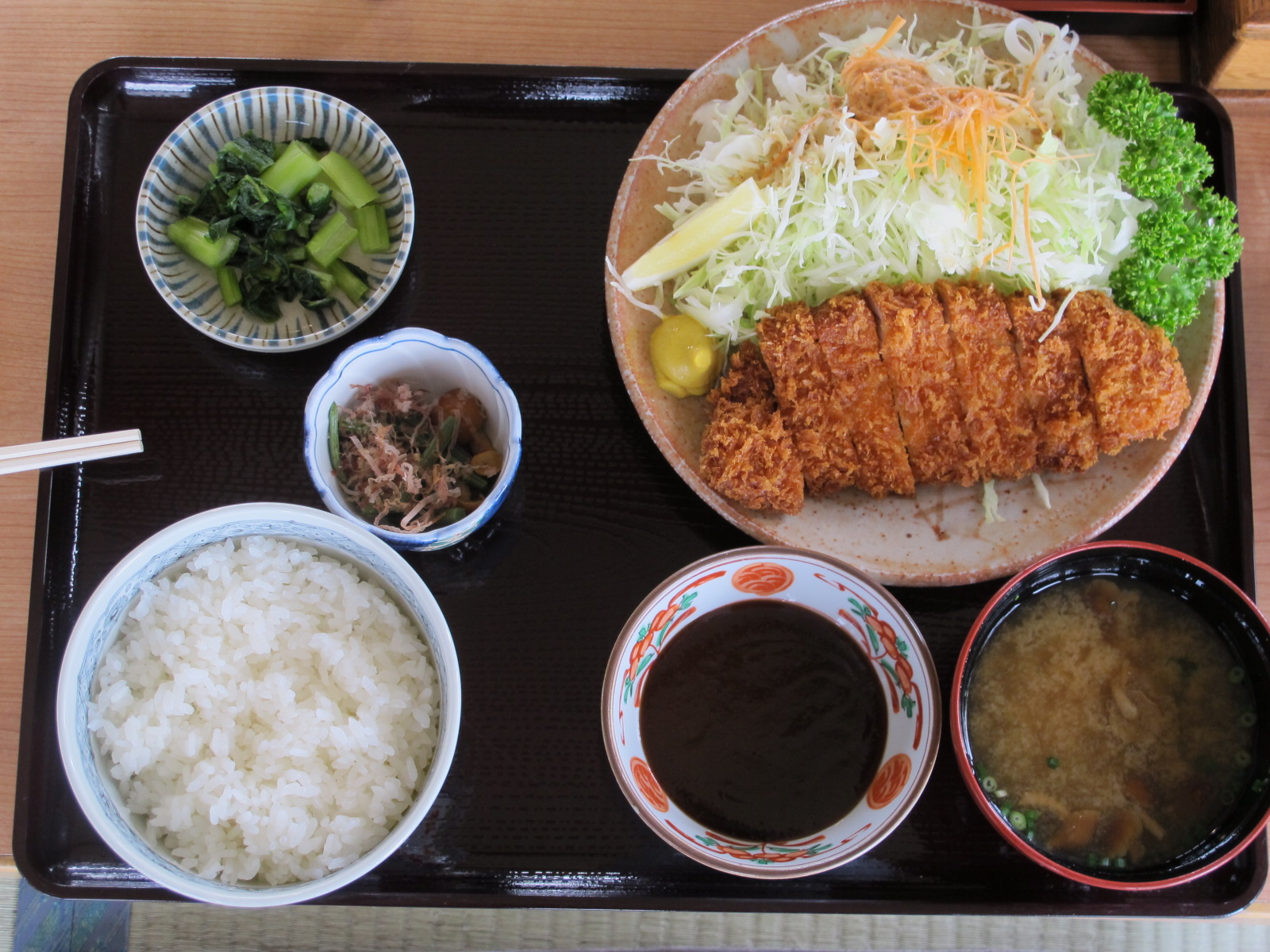
豚カツ

## 姉妹都市・提携都市

### 日本国内
- 下田市（静岡県）

1966年（昭和41年）5月7日姉妹都市提携

### 日本国外
- フュッセン市（ ドイツバイエルン州）

1995年（平成7年）9月29日姉妹都市提携

## 地域

### 警察
- 警察署：群馬県警察沼田警察署

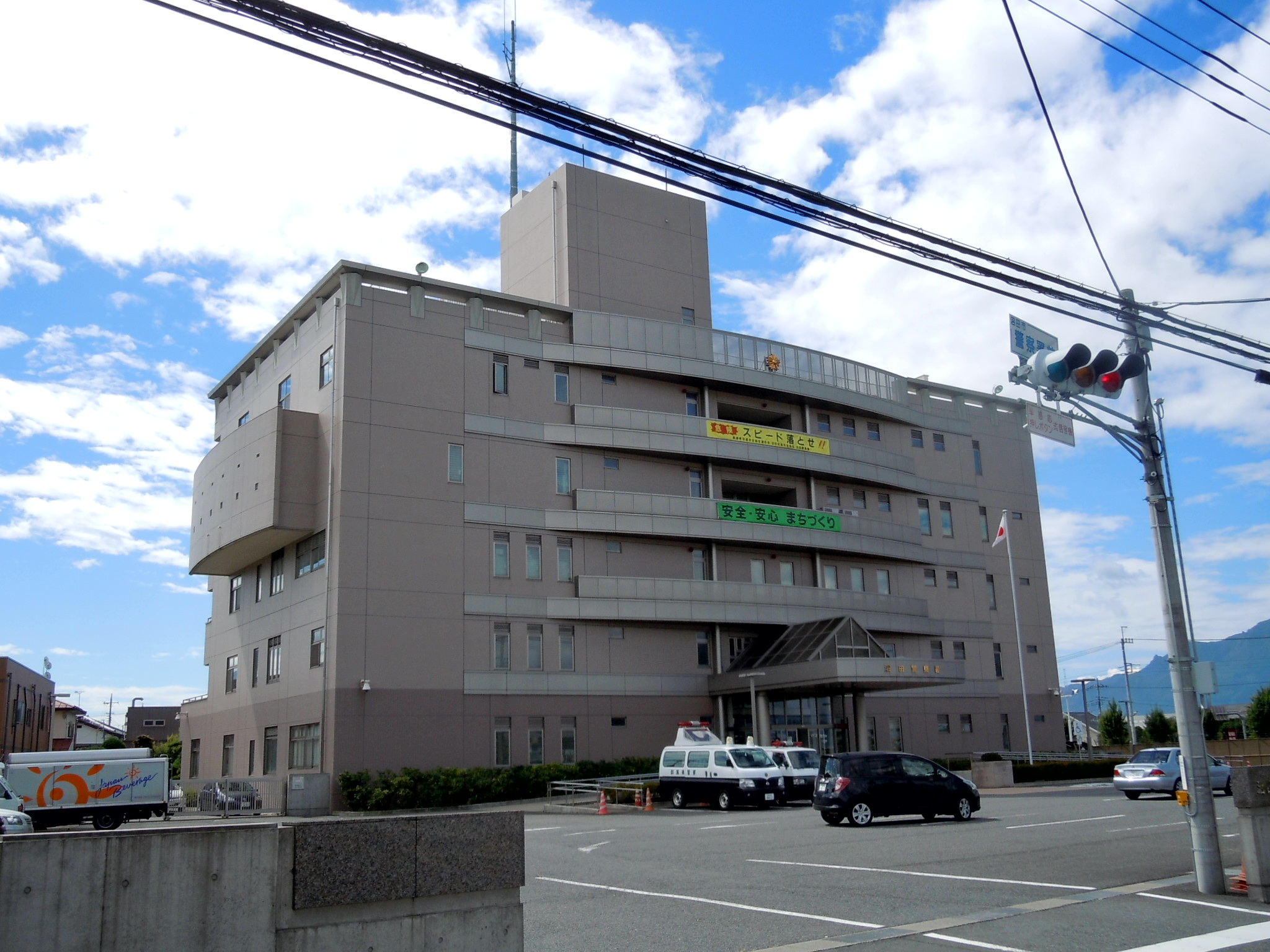
沼田警察署

- 交番・駐在所：倉内交番、駅前交番、発知新田駐在所、白沢駐在所

### 消防
- 消防署：利根沼田広域消防本部 利根沼田広域中央消防署、利根沼田広域東消防署
- 消防団：第1 - 7分団

### 防災
- 避難所：避難所・福祉避難所 を参照。

### 健康

#### 病院

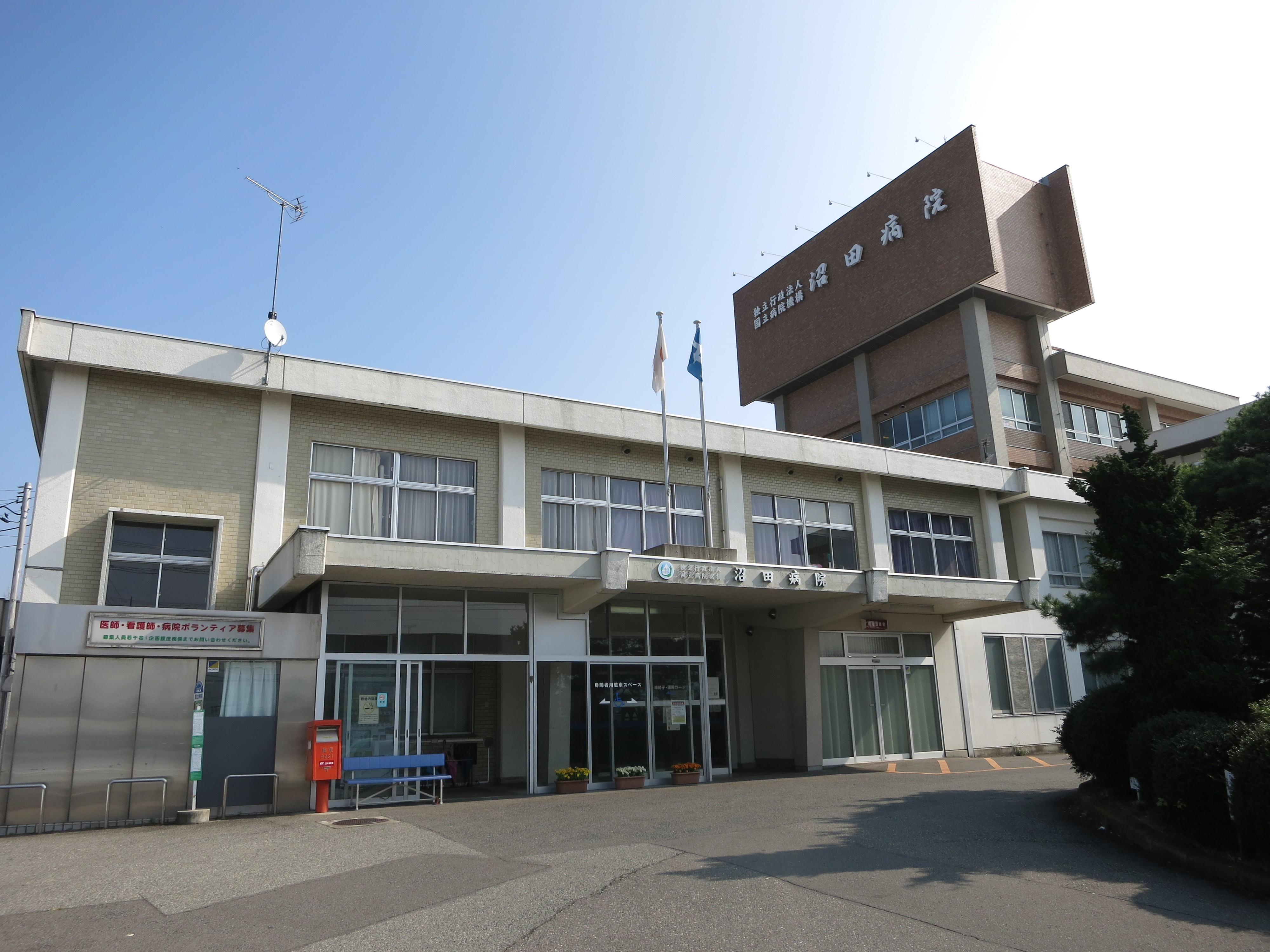
沼田病院

- 内田病院
- 角田外科医院
- 利根中央病院
- 沼田病院
- 沼田クリニック
- 沼田脳神経外科循環器科病院
- ほたか病院

#### 診療所
- 青木クリニック
- 石田医院
- 江森内科医院
- 加瀬医院
- かないクリニック
- かない眼科クリニック
- 金子医院
- 久保産婦人科医院
- こうだ医院
- さこだクリニック
- 塩崎医院
- しめぎ整形外科クリニック
- 代田眼科
- 皇海診療所
- 武田メンタルクリニック
- 堤眼科
- つのだ医院
- つのだ小児科クリニック
- 林内科医院
- 光整形外科医院
- 平井皮膚科医院
- 藤塚医院
- 藤塚クリニック
- ほたか医科歯科クリニック
- 松田耳鼻咽喉科医院
- 矢内整形外科医院
- やなぎまち皮フ科クリニック

### 生活
- 都市ガス：沼田ガス株式会社
- 上水道：給水区域は下記の通り[19]
  - 東倉内町、西倉内町、柳町、高橋場町、材木町、桜町、上原町、東原新町、西原新町、上之町、馬喰町、中町、坊新田町、下之町、鍛冶町、榛名町の一部、戸鹿野町の一部、新町、沼須町、上沼須町、下久屋町の一部、久屋原町、横塚町、栄町、岡谷町の一部
- 簡易水道：

- 下久屋簡易水道
- 上久屋簡易水道
- 佐山簡易水道
- 発知簡易水道
- 奈良大倉簡易水道
- 硯田簡易水道
- 三峯簡易水道
- 町田町簡易水道
- 上川田簡易水道
- 川田簡易水道
- 今井町簡易水道
- 屋形原簡易水道
- 岩本簡易水道
- 上野簡易水道
- 白沢簡易水道
- 利根北部簡易水道
- 利根南部簡易水道
- 平原簡易水道
- 穴原簡易水道
- 根利簡易水道
- 日影南郷簡易水道
- 日向南郷簡易水道

- 公共下水道：市街地とその周辺
- 特定環境保全公共下水道：下川田町の一部、白沢町の一部、利根町の一部
- 農業集落排水事業：奈良地区、秋塚地区、上久屋地区、平出地区、尾合・岩室地区、輪組地区、輪久原地区、中倉地区、多那二本松

#### 文化施設
- 学童クラブ：沼田学童保育所、めぐみ学童クラブ、さくら学童クラブ、沼田東学童クラブ、沼田東第2学童クラブ、ちぐさ学童クラブ、しらさわ学童クラブ、なでしこ学童クラブ、池田学童クラブ、利南東学童クラブ、おひさま学童クラブ、薄根学童クラブ、川田学童クラブ、とね学童クラブ、学童クラブ手をつなごう
- 放課後等デイサービス：手をつなごう
- 公立図書館：沼田市立図書館
- 生方記念文庫 (歌人生方たつゑの文学館）

### マスメディア
- 放送：NHK前橋放送局沼田支局、沼田エフエム放送
- 新聞：上毛新聞沼田支局、朝日新聞沼田支局、週間利根(週間利根社:昭和26年創刊)

## 教育
高等学校
- 群馬県立沼田高等学校
- 群馬県立利根実業高等学校
- 群馬県立尾瀬高等学校
- 群馬県立沼田女子高等学校（2025年3月閉校）

義務教育学校
- 沼田市立多那小中学校

中学校
- 沼田市立沼田中学校
- 沼田市立沼田東中学校
- 沼田市立沼田西中学校
- 沼田市立沼田南中学校
- 沼田市立池田中学校
- 沼田市立薄根中学校
- 沼田市立白沢中学校
- 沼田市立利根中学校

小学校
- 沼田市立沼田小学校
- 沼田市立沼田東小学校
- 沼田市立沼田北小学校
- 沼田市立升形小学校
- 沼田市立利南東小学校
- 沼田市立池田小学校
- 沼田市立薄根小学校
- 沼田市立川田小学校
- 沼田市立白沢小学校
- 沼田市立利根小学校

特別支援学校
- 群馬県立沼田特別支援学校

認定こども園・幼稚園・保育園
- 認定こども園（保育部）：沼田幼稚園、恵泉幼稚園、ちぐさこども園
- 公立幼稚園：利南幼稚園、池田幼稚園、薄根幼稚園
- 公立保育園：ぬまた南保育園、ぬまた東保育園、川田保育園、白沢保育園、利根保育園、多那保育園
- 私立保育園：横塚保育園、熊の子保育園、沼田恵保育園、桜ヶ丘保育園
- 事業所内保育事業所：どんぐり保育園
- 企業主導型保育園：ひだまり保育園

## 交通

### 鉄道路線

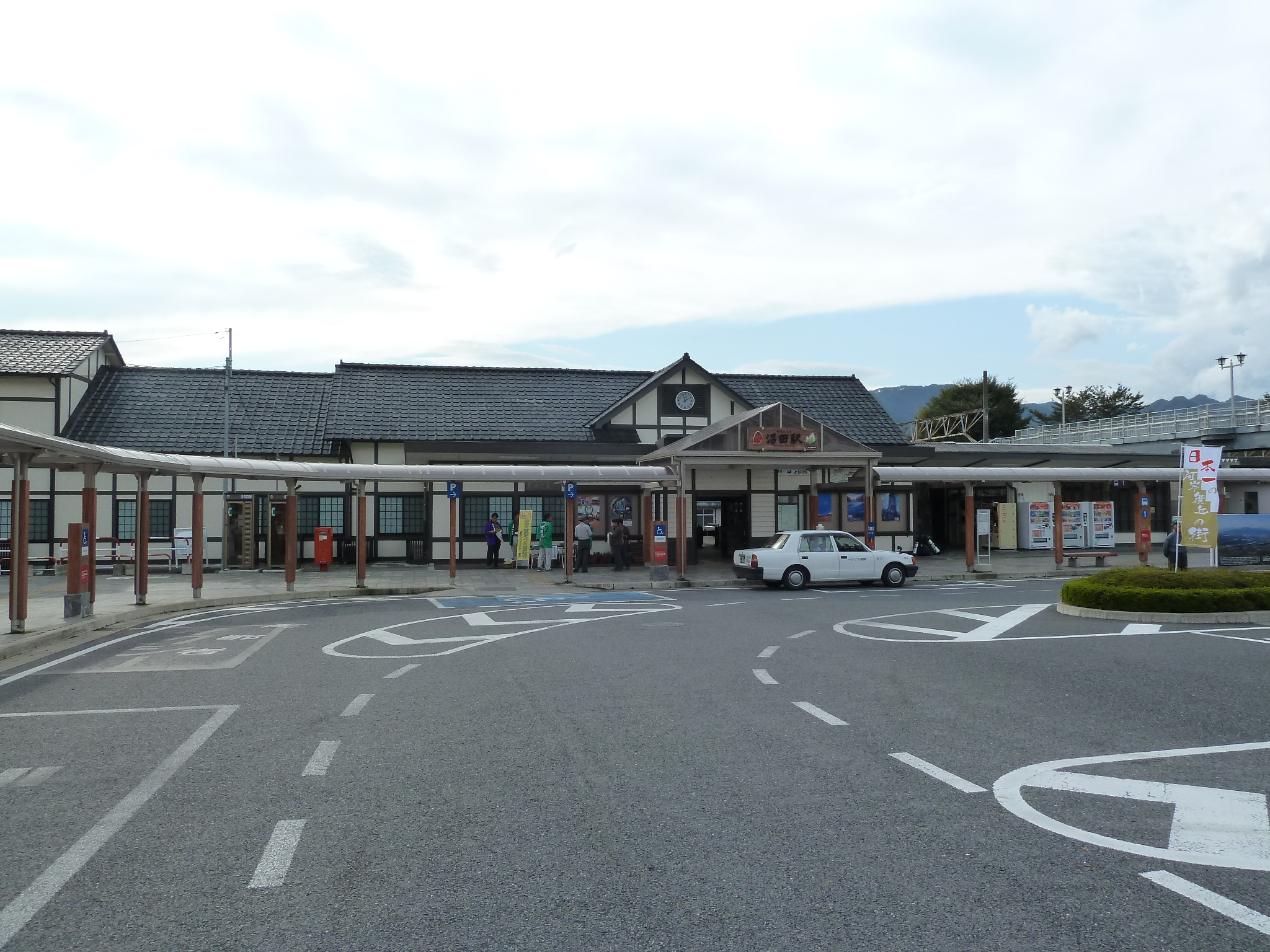
沼田駅

東日本旅客鉄道（JR東日本）
■上越線
- - 岩本駅 - 沼田駅 -

### 道路

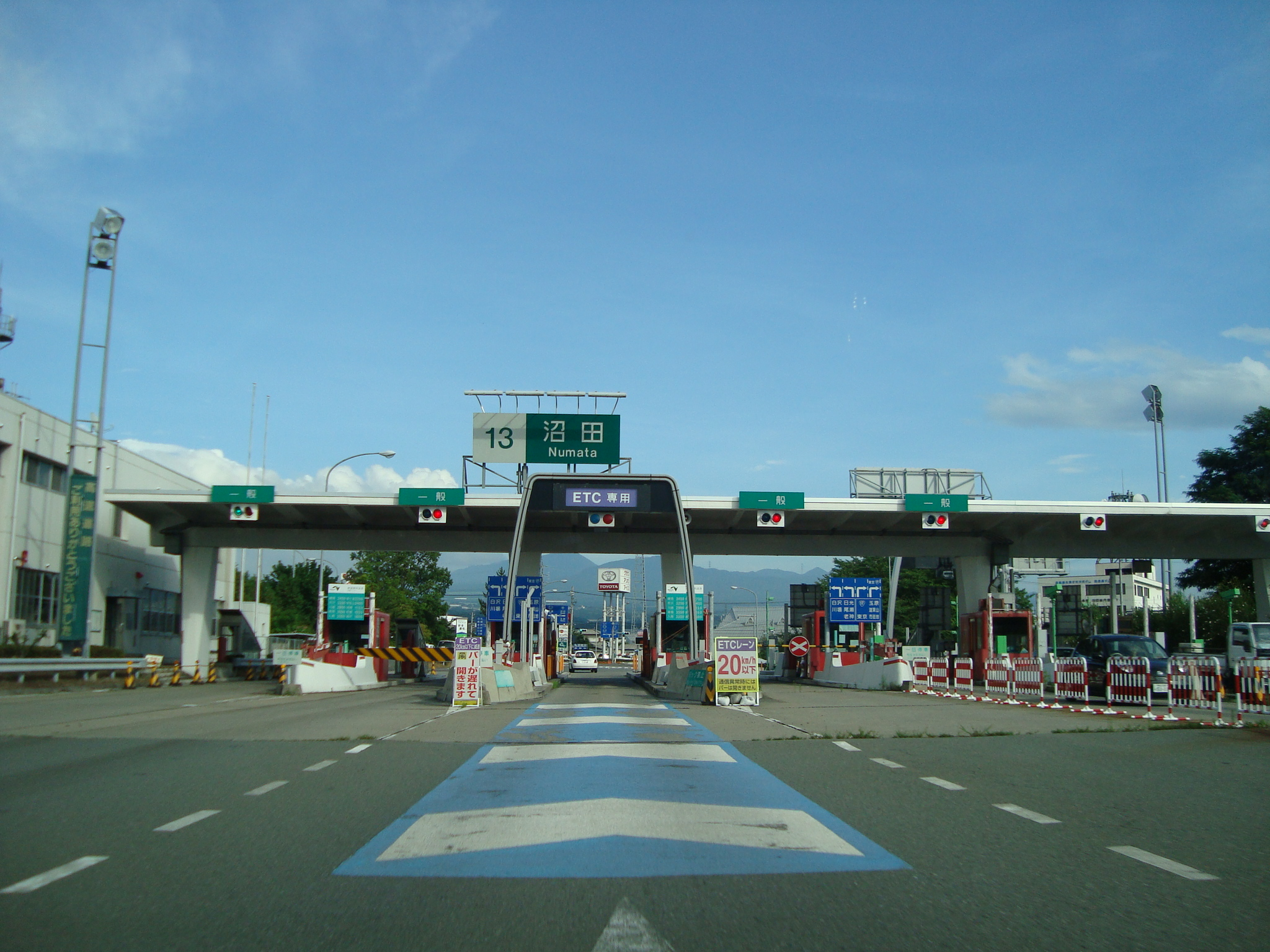
沼田IC

- 高速道路
  - 関越自動車道：沼田IC
- 一般国道
  - 国道17号
  - 国道120号
  - 国道145号
  - 国道291号
- 県道
  - 群馬県道1号沼田檜枝岐線
  - 群馬県道61号沼田水上線
  - 群馬県道62号沼田大間々線
  - 群馬県道64号平川横塚線
  - 群馬県道251号沼田赤城線
  - 群馬県道253号小日向沼田線
  - 群馬県道255号下久屋渋川線
  - 群馬県道257号根利八木原大間々線
  - 群馬県道262号沼田停車場薄根線
  - 群馬県道263号富士山横塚線
  - 群馬県道265号道木佐山沼田線
  - 群馬県道266号上発知材木町線
  - 群馬県道269号戸鹿野下之町線
  - 群馬県道274号沼田停車場線
  - 群馬県道277号老神温泉線
- 道の駅：白沢

### バス路線
- 沼田市バス
  - 奈良秋塚線、宇楚井原線、佐山線、岩本線、川田線、中山本宿線、南郷線、沼須線、迦葉山線、鎌田線、猿ヶ京線
- 川場村営バス
  - 沼田市（沼田駅・沼田市街地） - 川場村（川場村運行路線）
- 昭和村営バス
  - 沼田市（沼田市街地） - 昭和村（昭和村運行路線）
- 高速バス「アップル号」（関越交通運行）
  - 前橋市 - 沼田市

## 名所・旧跡・観光スポット

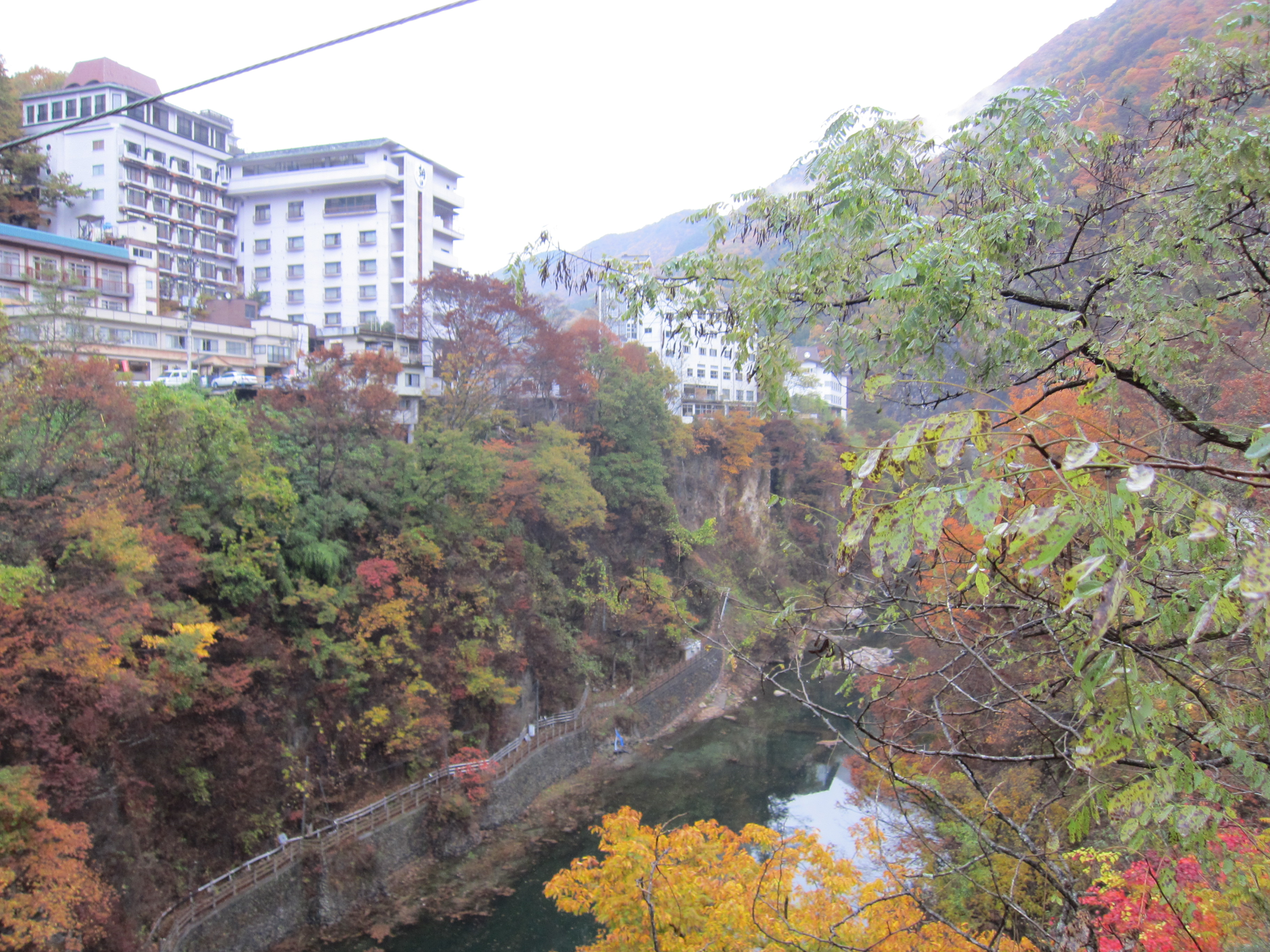
老神温泉

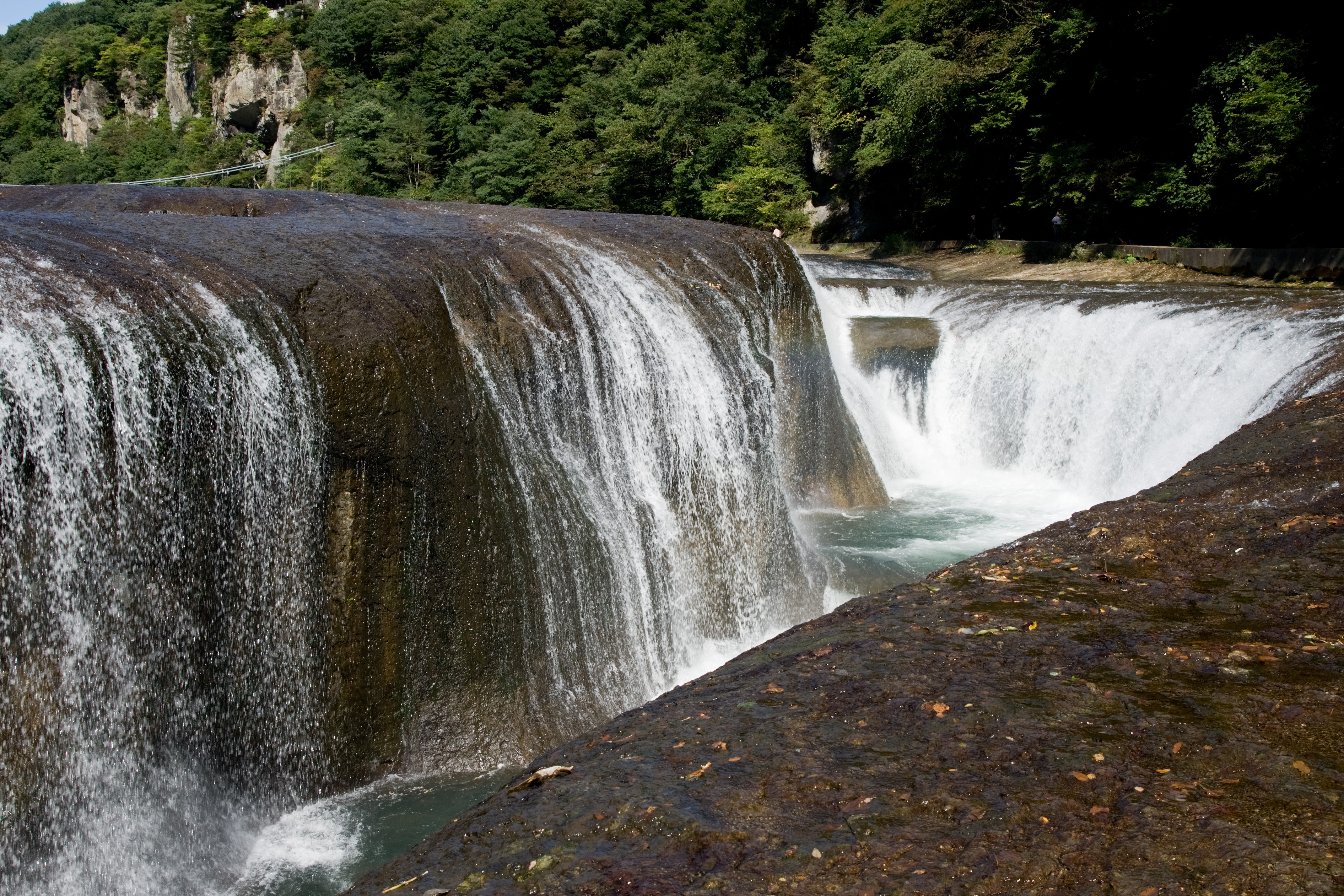
吹割の滝

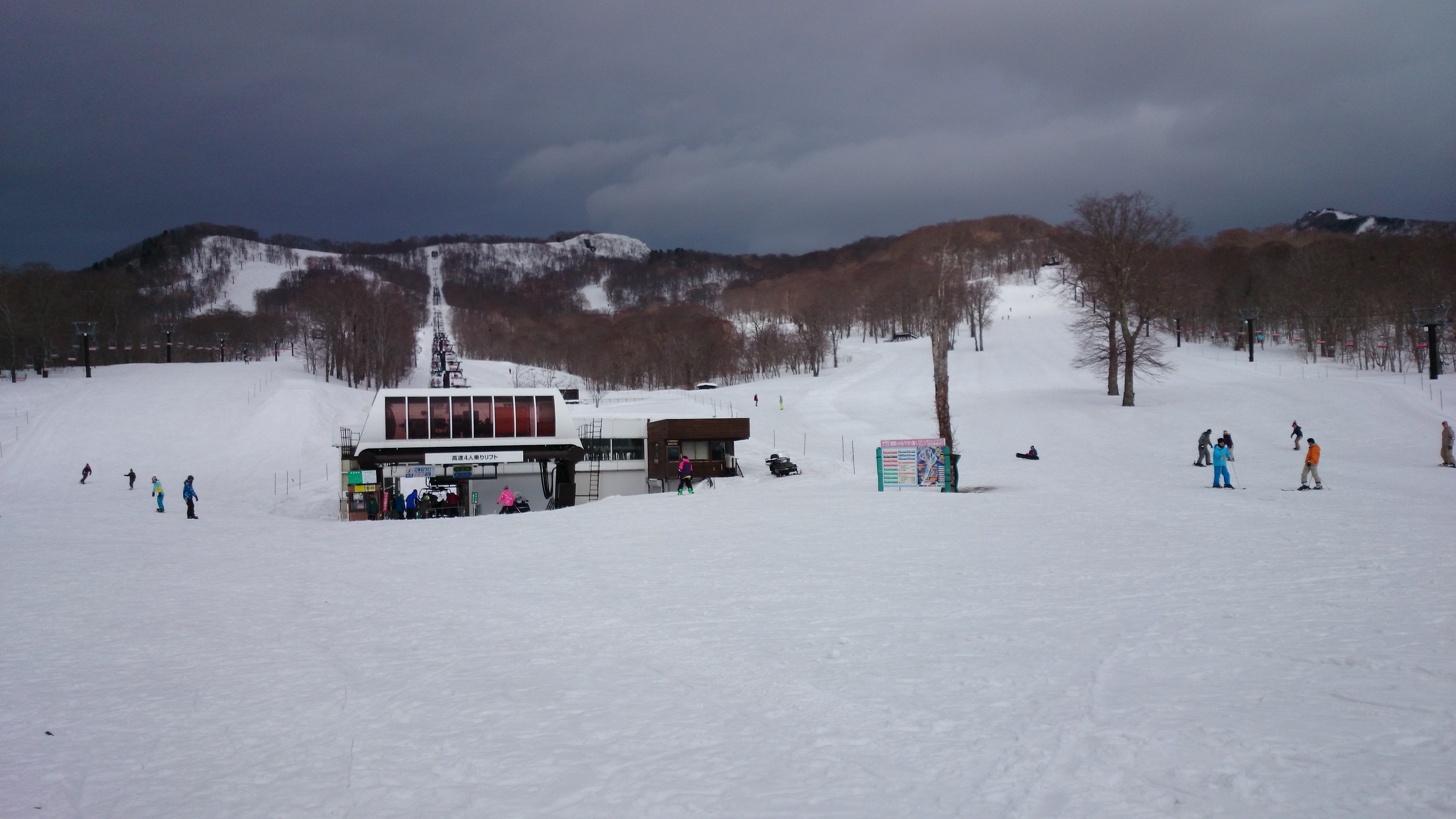
たんばらスキーパーク

市内にある文化財は 市ウェブサイト を参照。

### 自然
- 吹割渓ならびに吹割瀑（吹割の滝）（国の天然記念物及び名勝）
- 沼田の河岸段丘
- 玉原高原
- 玉原湿原[20]
- 玉原ダム
- 水芭蕉の群生地[21]
- 荘田神社の大イチョウ（群馬県指定天然記念物）
- 須賀神社の大ケヤキ（群馬県指定天然記念物）
- 石割桜[22]（市指定天然記念物）
- 上発知のしだれ桜[23]
- 発知のヒガンザクラ[24]（群馬県指定天然記念物）
- 山妻有のサクラ[25]
- 戸神山
- 雨乞山
- 皇海山

### 温泉・入浴施設
- 老神温泉
- 白沢高原温泉
- 南郷温泉
- 地蔵温泉 スパリゾート ゆにーいく
- 沼田健康ランド

### 史跡・神社仏閣

#### 真田氏関係史跡
- 沼田城跡（市指定史跡） - 沼田城を題材とするアプリとして真田のやぼう　3D沼田城がある。
- 海野塚（市指定史跡）
- 奉納白馬
- 奉納燈籠
- 真田河内守信吉の墓（市指定文化財）
- 正覚寺
- 小松姫（大蓮院殿）の墓（市指定文化財）
- 三光院十一面観音像（群馬県指定文化財）
- 真田観音 千手観世音菩薩坐像（市指定文化財）
- 戸鹿野八幡宮（市指定史跡）
- 布積み石垣の遺構
- 天王石

#### ぐんま絹遺産
- 利根風穴
- 薄根の大クワ（国の天然記念物）
- 蚕影山宮の石宮
- 蚕神塔

#### その他史跡・神社仏閣
- 旧生方家住宅（国の重要文化財）
- 大正ロマンエリア

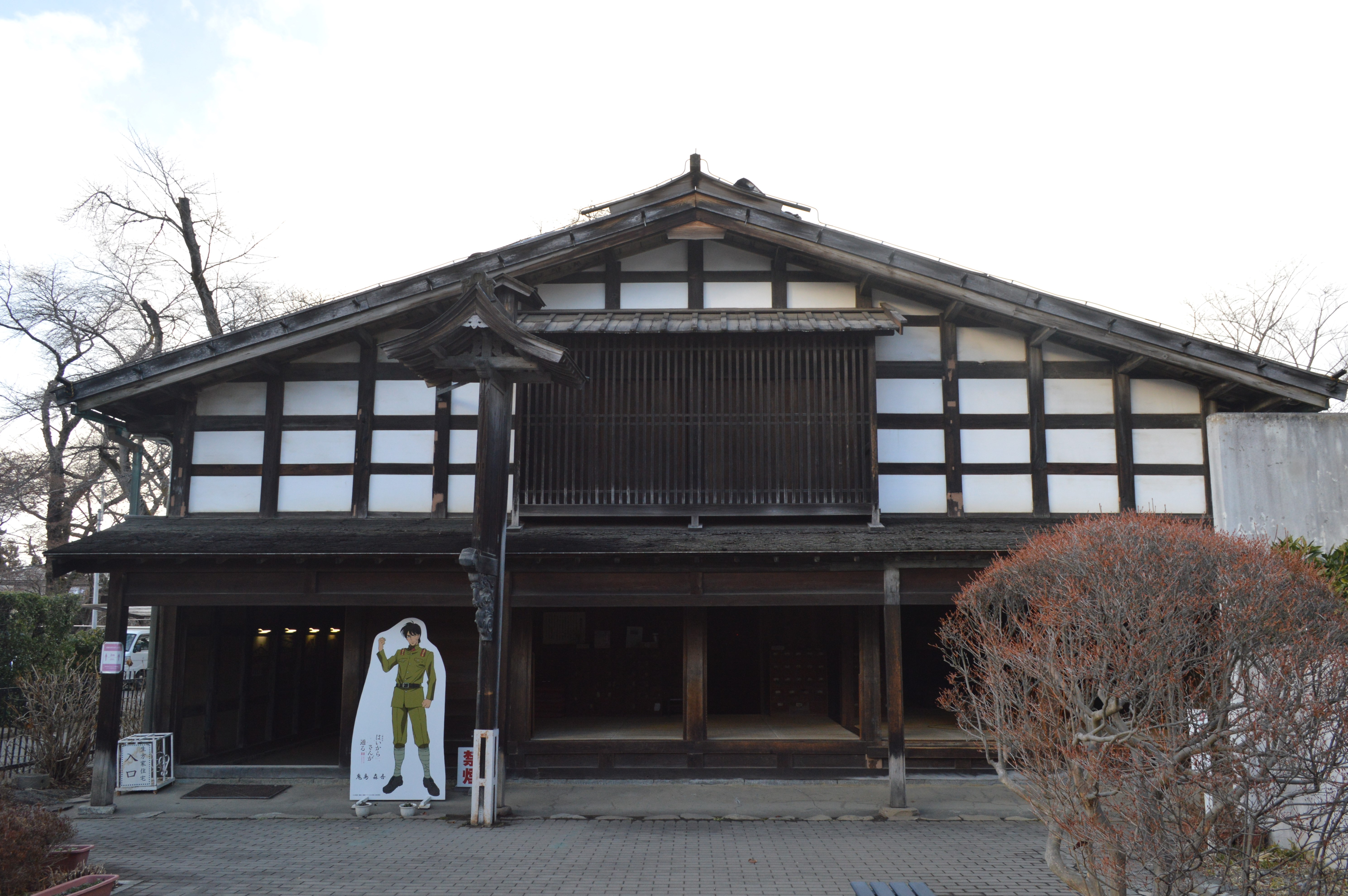
旧生方家住宅

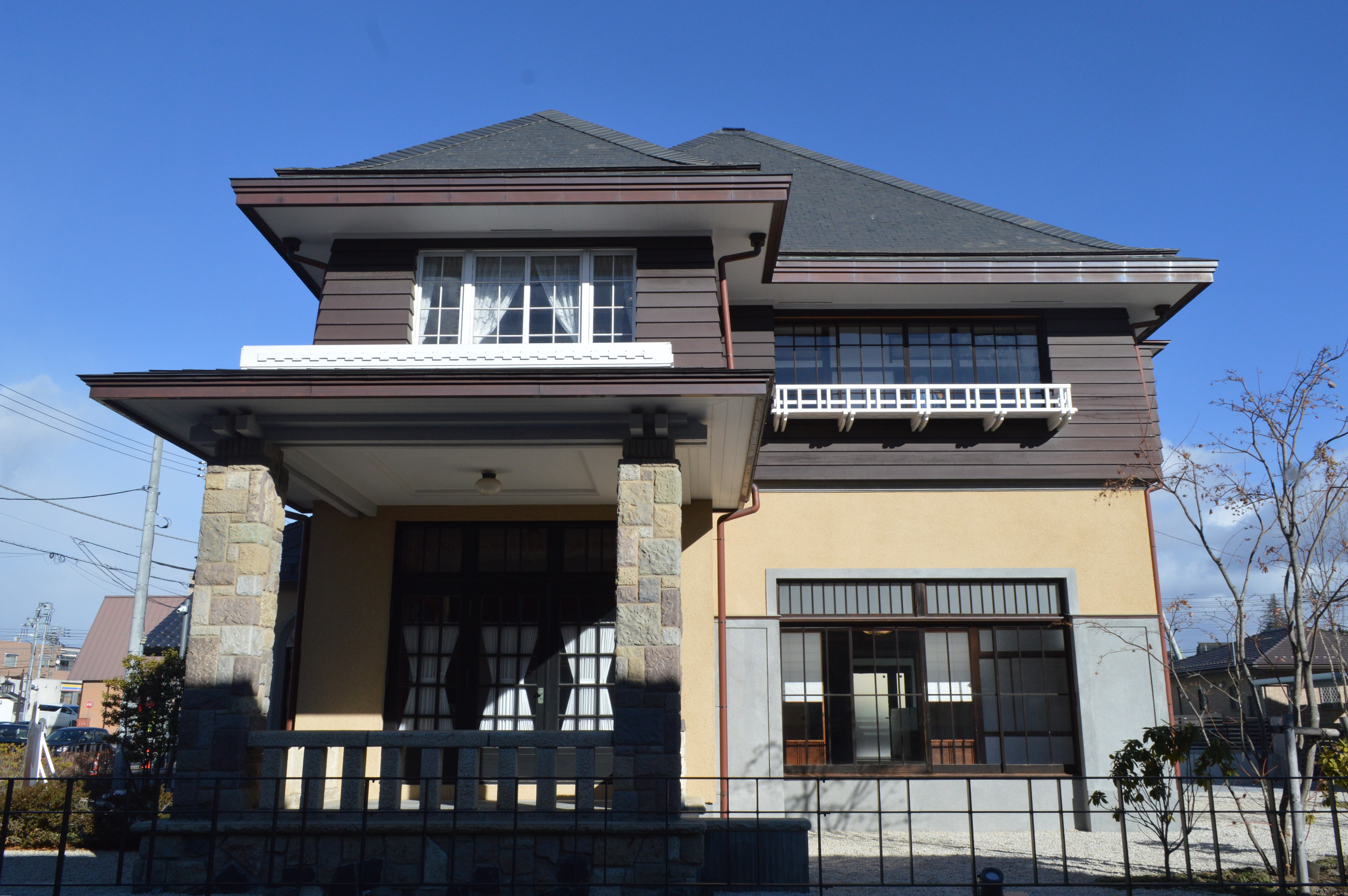
旧土岐家住宅

  - 旧土岐家住宅洋館 （国の登録有形文化財）
  - 旧日本基督教団沼田教会紀念会堂（国の登録有形文化財）
  - 旧沼田貯蓄銀行（群馬県指定文化財）
  - 旧久米家住宅洋館
- 旧鈴木家住宅（沼田市指定文化財）[26]
- 迦葉山龍華院
- 榛名神社
- 追母（おいぼ/おっぽ）薬師堂 木造薬師如来立像及び木造十二神将像（群馬県指定重要文化財）

### 観光スポット
- たんばらラベンダーパーク
- たんばらスキーパーク
- 池田フルーツ団地
- 三沢交流広場
- 白沢フルーツ団地
- 道の駅白沢

### 閉業した施設
- テングランド（大利根ドライブイン）
- ネイチャーランド 沼田ドイツ村 ケイニッヒ・クロルト

## 祭事・催事
- 正覚寺観音まつり
- 河内神社春季例祭薄根太々神楽
- 沼田まつり（8月3日から5日）
- 茅の輪くぐり
- 平川古滝庵不動尊縁日
- 赤城神社例祭（5月7日から8日）
- ヤアヤアどり
- 河内神社秋季例祭
- 弥勒寺掃煤会
- 河内神社御来光
- 平出歌舞伎
- 沼田公園さくらまつり
- わらべフェスタ柳波まつり
- 老神温泉大蛇まつり
- 沼田花火大会
- 老神温泉そば祭り
- ぬまた市産業展示即売会オータムフェスタ
- 白沢農産物収穫感謝祭
- 白沢高原りんご＆ぶどうまつり
- 沼田ゑびす講
- 真田まつり 戦国ストリートin沼田
- 白沢ふるさとまつり
- 沼田だるま市
- 老神温泉雪ほたる
- 上州沼田真田まつり～戦国ストリート～

## 著名な出身者
- 中沢琴（幕末期の女剣士）
- 尾身幸次（元衆議院議員）
- 櫛渕万里（衆議院議員）
- 金子梅吉（実業家、ぎょうざの満洲会長）
- 久米民之助（実業家）
- 山田寅次郎（実業家）
- 阿久津哲造（医学者、元テルモ会長）
- 池田貴将（起業家）
- 内田伸子（心理学者）
- 生方敏郎（作家）
- 生方美智子（料理研究家）
- おのちゅうこう（作家）
- 木村圭市郎（アニメーター・キャラクターデザイナー）
- 熊谷宏彰（映画監督）
- 桑原巨守（彫刻家）
- 中町信（作家）
- 林柳波（詩人）
- 原田忠（美容師）
- 山田昇（登山家）
- 米倉大謙（書道家）
- 金井豊（陸上競技選手）
- 金子宗平（陸上競技選手）
- 髙橋光成（プロ野球選手）
- 田中朋次郎（競馬騎手・調教師）
- 栃赤城雅男（元大相撲力士）
- 榛名富士新司（元大相撲力士）
- 深津卓也（陸上競技選手）
- 藤井猛（将棋棋士）
- 不破弘樹（陸上競技選手）
- 石井愃一（俳優）
- 脇本直人（元プロ野球選手）
- つのだりょうこ（歌手・タレント）
- バヤシ（TikToker・YouTuber）
- ほしのディスコ（お笑い芸人、パーパー）
- 毛利菊枝（女優）

## ゆかりのある人物
- 尾身茂〈医学者・医学博士〉- 母親が沼田市出身[27]。
- 野沢雅子（声優）- 父の仕事の関係で小学3年生から高校卒業までを過ごした。
- 馮智英（女優・歌手）- 中学から高校卒業までを過ごした）
- 夏目雅子（女優）- 母の出身地。幼少期はよく訪れており、白血病のため死去した際も最期に「早く沼田に帰りたい....」と言い遺していた。
- 佐藤寛之（歌手、元光GENJI）- 両親・祖父母の出身地。2018年5月、市観光協会アンバサダーを委嘱された）

## 名誉市民
- 久米民之助
- 星野あい
- 細谷浅松
- 林柳波（照壽）
- 生方たつゑ
- 米倉大謙
- おのちゅうこう
- 宮川ひろ

## 舞台となった作品

### アニメーション
- 菜なれ花なれ